# Klugieae
Klugieae es una tribu perteneciente a la familia Gesneriaceae. 
En NCBI se encuentran en la tribu Epithemateae

## Géneros
Tiene los siguientes géneros:
- Epithema - Gyrogyne - Loxonia - Monophyllaea - Rhynchoglossum - Stauranthera - Whytockia